# Neutel de Abreu
Neutel Martins Simões de Abreu (Várzea Redonda, Figueiró dos Vinhos, 3 de Dezembro de 1871 — Várzea Redonda, Figueiró dos Vinhos, 8 de Dezembro de 1945) foi um oficial de Infantaria do Exército Português que se distinguiu nas Campanhas de Pacificação na África Oriental Portuguesa, nas quais ficou conhecido pelo herói do Mogincual.

## Biografia
Neutel de Abreu nasceu no lugar de Várzea Redonda, filho de Domingos António Simões e de sua esposa Maria das Dores Martins Ferreira de Abreu.
Assentou praça como voluntário no Exército Português a 15 de Junho de 1889, quando tinha 17 anos de idade. Terminada a formação militar, em 1890 foi colocado em Macau, iniciando ali a sua carreira como militar do Exército Colonial. No ano seguinte foi transferido para Angola, ficando colocado em Moçâmedes e participando activamente nas Campanhas de Pacificação desenvolvidas naquele ano e nos anos subsequentes no sul de Angola.
Após uma passagem por Portugal, para frequência do curso de sargentos do Exército, voltou ao Exército Colonial sendo colocado em 1896, quando tinha 25 anos de idade, na guarnição estacionada em São Tomé e Príncipe. Pouco depois foi transferido para Angola, mas adoeceu com febre biliosa hemoglobinúrica, uma forma de paludismo, o que obrigou ao seu regresso a Portugal.
Em 1898 foi colocado como sargento de Infantaria na África Oriental Portuguesa, mas novo acesso de febre biliosa obrigou ao regresso a Lisboa, onde ficou em tratamento até meados de 1899, voltando então a Moçambique completamente curado da doença que o afectara. Acabaria por ficar na África Oriental Portuguesa durante os 30 anos seguintes.
Os acontecimentos que o notabilizariam, a ponto da imprensa da época o apelidar de o herói do Mogincual, ocorreram a 20 de Julho de 1900, quando era o sargento encarregado do comando do Posto Militar do Mogincual, em Mogincual, no norte de Moçambique. Nesse dia travou um recontro com forças do povo macua, que sitiavam o posto, quebrando o cerco e iniciando um processo de expansão da área controlada pelas tropas coloniais portuguesa na região. Nos três anos imediatos, recorrendo a alianças com alguns potentados locais, conseguiu assegurar o controlo da vias de circulação em torno do posto e afirmar o controlo militar e político português sobre os régulos vizinhos. A sua acção atraiu grande atenção da imprensa coeva, da qual recebeu grandes encómios, elevando-o ao estatuto de «herói do Mogicual».
Em 1901 foi promovido a alferes, ingressando na classe dos oficiais de Infantaria do Exército Português. Apesar da promoção, permaneceu na África Oriental Portuguesa e participou activamente nas múltiplas campanhas de «pacificação» então empreendidas no território do actual Moçambique, em especial na região que corresponde à actual província moçambicana de Nampula. Nesse contexto, em 1903 destacou-se nas operações de ocupação da região de Angoche, durante as quais a sua acção foi determinante para a derrota das forças do sultão Mahamuieva, mais conhecido por Farelay, do sultanato de Angoche.
Em 1904, já com múltiplos louvores e diversas condecorações por actos de bravura, foi promovido ao posto de tenente, permanecendo em serviço na região de Nampula. Nesse mesmo ano integrou as forças do Exército Português que derrotaram o xeque Mamude Amade, o régulo de Matibane e Quitangonha, e pouco depois o régulo Napipi, de Quinga.
Em 1905 é promovido a Comandante Militar de Moginqual, onde — dispondo agora de maior autoridade —, inicia uma ainda mais profunda penetração para o interior, montando novos postos no território.
A sua longa permanência na região de Nampula, onde residiu mais de 30 anos e era de longe o militar mais experiente e melhor conhecedor da cultura dos povos locais, permitiu que prestasse importantes serviços como militar e administrador colonial. Era considerado um amigo das gentes de Nampula, que o conheciam pela alcunha de Mahon.
O seu conhecimento dos costumes guerreiros dos povos daquela região, e a sua compreensão da sua cultura, permitiram que em Janeiro de 1907 celebrasse um pacto de sangue com o régulo Mukapera, de Corrane, inédito para um militar português, o que permitiu arregimentar, sempre que precisava, centenas de homens do regulado para as campanhas militares, nomeadamente para funções de carregadores, pisteiros e combatentes.
Sobre o pacto com Mukapera, régulo de Corrane, o próprio Neutel de Abreu escreveu: «Este acto parecerá à primeira vista fantochada, sobretudo para aqueles que não conhecem os usos e costumes dos indígenas. O que é certo é que este acto deu maravilhosos resultados no decorrer da ocupação do Distrito, quer poupando muitos contos de réis ao Estado, quer poupando vidas de soldados porque, considerando-me o régulo seu irmão mais velho depois da nossa aliança, nunca mais se recusou a fornecer os homens armados que eu lhe pedia, não só centos deles mas até milhares. Estes homens fornecidos pelo régulo Mucapera prestaram sempre relevantes serviços em todas as campanhas em que tomaram parte, quase todas as do Distrito e até contra os alemães do Niassa».
Em 1907 a sua acção foi determinante na ocupação do interior da região da actual província de Nampula, sendo-lhe atribuída a fundação do posto militar que esteve na origem da cidade de Nampula. Realizou viagens de exploração até ao Alto Ligonha, no distrito de Quelimane e foi determinante na ocupação dos regulados de Ribaué,consumada a 30 de Abril de 1908.
Em 1909 foi nomeado capitão-mor da Macuana, uma capitania sediado no Itoculo. Nesse mesmo ano comandou as forças que ocuparam o regulado de Murrupula, o que permitiu uma melhor interligação e conhecimento das regiões do sul e oeste do antigo distrito de Moçambique. 
Teve ainda uma importante acção na Campanha dos Namarrais visando a submissão dos povos Namarrais do norte de Moçambique. Nesse contexto, em 1910, integrou as forças militares que ocuparam o Sultanato de Angoche, enfrentando a resistência combinada das forças dos xeques Farelay e Cobula. Em Agosto desse mesmo ano, foi promovido ao posto de comandante
Definitivamente conquistado o sultanato de Angoche, teve um papel determinante na expansão para o interior da área sob controlo português na região norte do actual Moçambique, fortalecendo a ocupação portuguesa para oeste a partir de Ribaué, onde serenou a sublevação incensada pelo régulo Murrula, até Malema (1912) e Mutuáli (1913), entre outros povoados, procedendo à abertura de estradas e montagens de postos telegráficos.
Posteriormente é nomeado Capitão-Mor do Mossuril, regressando ao seu lugar no Macuana em Janeiro de 1916.
Ainda em 1916, quando no contexto da Primeira Guerra Mundial se desencadearam as hostilidades ao longo da fronteira norte de Moçambique contra as forças de protecção da África Oriental Alemã (as Schutztruppe für Deutsch-Ostafrika), participou nos combates contra as tropas alemãs comandadas por Paul von Lettow-Vorbeck. Naquele período tinha o posto de capitão e integrava as forças comandadas pelo coronel Sousa Rosa. 
Perante a degradação da situação no território,  Neutel acaba por ser incumbido de recrutar pessoal para as operações e chefiar uma coluna destinada a abrir um itinerário de Mocimboa da Praia a Chomba, numa extensão de cerca de 150 km, atrás do planalto dos Macondes — onde estes dominavam — ainda insubmissos e instigados à revolta pelos alemães. Com efeito, em 1917 distinguiu-se em vários combates contra forças macondes, nomeadamente em Nacature.
Recebe a medalha de ouro de Serviços Distintos no Ultramar, da qual já possuía duas de prata.
Em 24 de Agosto de 1918, com o fim da Grande Guerra, foi promovido a major, tendo, com este posto, sido em 1920 declarado incapaz para o serviço pela Junta Geral de Saúde do Exército, passando nesse ano à situação de major na reforma.
Decidiu continuar em Moçambique, dedicando-se como colono à exploração de palmares na região de Mogincual. Não teve sucesso na sua actividade agrícola pelo que em 1930, falido e doente, regressou a Portugal com a ajuda financeira de amigos. O que seria uma visita para resolver questões de saúde acabou por ser um regresso definitivo, retirando-se para a sua aldeia natal, no concelho de Figueiró dos Vinhos, onde faleceu.
Convidado a acompanhar o Presidente da República Óscar Carmona na viagem que efectuou em 1939 à África Oriental Portuguesa, teve de recusar por motivos de saúde.
Considerado o herói da ocupação do norte de Moçambique, recebeu ao longo da sua carreira militar 13 louvores e 11 medalhas, entre as quais a de Comendador da Ordem Militar da Torre e Espada, do Valor, Lealdade e Mérito (20 de junho de 1919) e de Comendador da Ordem Militar de Avis (24 de novembro de 1920). Em 1941, recebeu a comenda da Ordem do Império Colonial, sendo o primeiro indivíduo em vida a ser agraciado com aquela ordem honorífica (decreto publicado em 16 de outubro de 1949). A sua última homenagem pública ocorreu nas celebrações do 28 de Maio de 1943, na Praça do Império, em Lisboa, onde recebeu a sua última condecoração. 
Na sua vila natal existe uma estátua de Neutel de Abreu. A Câmara Municipal de Lisboa homenageou-o atribuindo o seu nome a uma rua da freguesia de São Domingos de Benfica.

## Maçonaria
Embora haja alguma discrepância em relação à idade exacta, se 39, se 41 anos, o certo é que Neutel de Abreu aderiu à Maçonaria portuguesa, sendo iniciado na mesma — segundo os livros mestres do Grande Oriente Lusitano Unido — na Loja Oriental.  Em 2 de Maio de 1912, o próprio registou como sua profissão a de “Capitão do quadro Ocidental”, tendo optado pelo nome simbólico “Manhonho”.
Em 1920, foram-lhe concedidos os graus 25º a 29º por Decreto nº 13 do Grande Oriente Lusitano Unido, de 3/7/1919, e — a seu pedido — passado atestado de quite em sessão de 10 de Junho de 1920, “por não poder continuar nos trabalhos de Loja.

## Lendas
Sabe-se que os indígenas se referiam a Neutel Abreu por “Mahon”, considerando-o “uma espécie de deus, inquebrável, imune às balas, indestrutível”. 

Sobre  Neutel contavam inúmeros feitos inacreditáveis, como que fizera desviar do caminho um leão; ou que fizera chover após um longo período de seca, granjeando assim a lealdade de um régulo; ou que fizera sair fogo da terra seca, servindo-se de alguma pólvora que trazia nos bolsos à mistura”.